# Повалишин, Иван Фёдорович
Ива́н Фе́дорович Повали́шин (9.06.1833 — 21.12.1912) — вице-адмирал, участник Крымской войны и польской кампании 1863—1864, уездный предводитель дворянства

## Семья
Родился 9 (21) июня 1833 года происходил из рода Повалишиных, потомственных дворян Рязанской губернии. Отец — кавалер ордена Святого Георгия Фёдор Никитич Повалишин (1785—?); мать — Наталья Николаевна. Старшие братья: Николай (1830—1899) и Фёдор (1831—1899); сестра: Авдотья (1837—?).
Был женат на Зинаиде Николаевне Войт (1845—1920). Их сын:
- Николай Иванович Повалишин (1867—1917) — капитан 1-го ранга, участник подавления Боксёрского восстания, убит в Кронштадте своими матросами в результате «корабельного» переворота под руководством председателя судового комитета РСДРП(б) П. Д. Хохрякова.

## Образование
Образование получил в Александровском кадетском корпусе (с 26.02.1841) и в Морском кадетском корпусе (с 1.09.1845).

## Послужной список
- Гардемарин (8.08.1850).
- Унтер-офицер (20.09.1851).
- Мичман (13.08.1852).
- Лейтенант (4.05.1855) с определением в 11-й флотский экипаж.
- Переведен в 23-й флотский экипаж командиром 4-й роты (9.11.1859).
- Переведен в 1-й Финляндский экипаж (8.03.1864).
- Назначен старшим офицером на броненосную батарею «Не тронь меня» (17.10.1864) с переводом в 11-й флотский экипаж.
- Капитан-лейтенант (1.01.1866).
- Переведен в 6-й флотский экипаж (15.03.1856).
- Назначен старшим офицером на фрегат «Петропавловск» (21.01.1867) с переводом в 3-й флотский экипаж.
- Назначен командиром монитора «Стрелец» (1.01.1870) с переводом в 4-й флотский экипаж.
- С 1870 года командовал кораблями Балтийского флота «Смелый», «Рюрик» и «Адмирал Грейг».
- Капитан 2-го ранга (1.01.1874).
- Капитан 1-го ранга (1878).
- Контр-адмирал (1888).
- Директор маяков и лоций Балтийского моря и командир Ревельского порта (1888).
- Уволен в отставку с производством в вице-адмиралы (14.07.1893).
- C 1894 по 1904 годы занимал почетную должность директора Дома милосердия для девочек (район Лесное Санкт-Петербурга).
- Уездный предводитель дворянства.
- На 1912 год являлся членом правления Петербургско-Петрозаводского пароходного товарищества и проживал по адресу: Манежный переулок, 11.
- Похоронен на Новодевичьем кладбище Санкт-Петербурга. Могила не сохранилась.

## Походы (до 1876 года)
- С 1846 по 1850 на корпусных фрегатах в плавании между Петергофом и Кронштадтом.
- В 1851 году на фрегате «Церера» под командованием капитана 2-го ранга Тишевского в плавании по портам Балтийского моря.
- В том же году на корабле «Нарва» под командованием капитана 1-го ранга Шишмарева в плавании по Балтийскому морю.
- В 1852 году в плавании по Балтийскому и Северному морям с заходом в Гельсингфорс
- На корабле «Андрей» (23.06.1853-2.07.1853) под командованием капитана 1-го ранга Е. А. Беренса и на фрегате «Цесаревна» в Балтийском море.
- C 2.07.1853 по 5.08.1853 на корабле «Владимир» под командованием капитана 1-го ранга Адамса по Балтийскому морю.
- С 5.08.1853 по 11.09.1853 на корвете «Князь Варшавский» под командованием капитан-лейтенанта Стромилова в Балтийском море.
- С 5.04.1854 по 19.10.1854 на корабле «Владимир» под командованием капитана 2-го ранга Тишевского в Балтийском море.
- C 26.04.1855 по 12.11.1855 находился в Кронштадте, на загородном редуте генерала Дена
- С 5.05.1857 по 20.10.1857, с 7.05.1858—27.09.1858 и с 19.10.1859—1.11.1859 на пароходо-фрегате «Смелый» под командованием капитана 2-го paнга Аболешева на Балтийском море.
- C 5.10.1860 по 9.07.1862 на фрегате «Олег» под командованием капитана 2-го ранга Андреева за границей.
- C 17.05.1863 по 16.09.1863 в отряде флагманов контр-адмиралов Толбузина и Ендогурова в Балтийском море и Финском заливе.
- C 22.09.1864 по 24.10.1864 на броненосной батарее «Не тронь меня» под командованием капитана 2-го ранга Селиванова старшим офицером в плавании из Санкт-Петербурга в Кронштадт.
- С 7.05.1865 по 16.08.1865 на той же батарее в Балтийском море, Финском и Ботническом заливах с заходом в Стокгольм под флагом генерал-адмирала.
- C 18.06.1866 по 19.09.1866, с 18.07.1868 по 28.09.1868 и с 28.05.1869 по 8.09.1869 на фрегате «Петропавловск» под командованием капитана 1-го ранга Штакельберга старшим офицером в Балтийском море.
- С 11.07.1870 по 2.09.1870, с 25.05.1872 по 23.08.1872, с 15.06.1873 по 13.09.1873 и с 3.06.1875 по 1.09.1875 на мониторе «Стрелец» в Финском заливе и Балтийском море.

## Награды
- Бронзовая медаль в память Крымской войны на Андреевской ленте (26.08.1856);
- Орден Святого Станислава 3-й степени (1.01.1863);
- Орден Святой Анны 3-й степени (1.01.1867);
- Орден Святого Станислава 2-й степени (1.01.1869);
- Орден Святого Станислава 2-й степени с Императорской короной (1.01.1871);
- Орден Святой Анны 2-й степени (8.04.1873)